# 2D Boy
2D Boy — це незалежна компанія з розробки відеоігор, заснована Кайлом Ґаблером і Роном Кармелом, колишніми співробітниками Electronic Arts, які залишили свою роботу, щоб створити незалежну компанію з розробки та виробництва.
Вони стверджують, що «їх абсолютно новий офіс — це будь-яка їдальня з безкоштовним доступом через Wi-Fi, по якій вони блукають у будь-який день». 
Їх першим випуском був World of Goo, дуже реалістична гра-головоломка, заснована на фізиці, заснована на ідеї побудови великих конструкцій за допомогою слизових куль. Ця гра отримала нагороду за найбільш інноваційну роботу на фестивалі незалежних ігор 2008 року, а також нагороду за технічну досконалість 2008 року та була номінована на головний приз на фестивалі Seumas McNally. 